# Petite pensée
Viola parvula
Espèce
Classification phylogénétique
La petite pensée (Viola parvula) est une espèce de plantes à fleurs de la famille des Violaceae trouvée notamment en France.